# British Empire Trophy 1933
British Empire Trophy 1933 je bila šestnajsta neprvenstvena dirka v sezoni Velikih nagrad 1933. Odvijala se je 1. julija 1933 na britanskem dirkališču Brooklands.

## Rezultati

### Dirka
| Poz | Št | Dirkač                 | Moštvo    | Dirkalnik      | Krogi | Čas/Odstop |
| --- | -- | ---------------------- | --------- | -------------- | ----- | ---------- |
| 1   | 1  | Stanisłas Czaykowski   | Privatnik | Bugatti T54    | 45    | 1:00:28.0  |
| 2   | 3  | Kaye Don               | Privatnik | Bugatti T54    | 45    | 1:01:36.4  |
| 3   | 8  | Gerard Manby-Colegrave | Privatnik | MG K3          | 45    | 1:09:54.2  |
| 4   | 7  | Ron Horton             | Privatnik | MG K3          | 45    | 1:09:56.0  |
| 5   | 5  | Frank Hallam           | Privatnik | Alvis 8/15 FWD | 45    | 1:12:32.4  |
| Ods | 2  | Oliver Bertram         | Privatnik | Delage V12 LSR | 28    | Kolo       |
| Ods | 6  | Charles Dunham         | Privatnik | Alvis Speed 20 | 0     | Motor      |
| DNS | 9  | Hector Dobbs           | Privatnik | Riley          |       |            |
| DNS | 10 | Dick Shuttleworth      | Privatnik | Bugatti T51    |       |            |